# Pero inca
Pero inca là một loài bướm đêm trong họ Geometridae.